# Могольский язык
Могольский язык — язык моголов, относящийся к монгольской семье языков. Считался исчезающим уже в 1950-е годы; в настоящее время на нём, по имеющимся данным, говорит около 200 человек (представителей старшего поколения). Распространён в Афганистане в двух селениях около Герата: Кундур и Карез-и-Мулла. Носители могольского языка владеют также новоперсидским, пушту, дари. Этнические моголы на севере Афганистана говорят на пушту. Моголы считают себя потомками осевших в Афганистане монгольских воинов, посланных в начале XIII века Чингисханом для охраны земель в Афганистане.
Язык бесписьменный; используется в семейном кругу и отчасти как тайный язык. Имеются записи на могольском языке арабским письмом.